# Col Sommeiller
Pour les articles homonymes, voir Sommeiller.
Le col Sommeiller, parfois col du Sommeiller, en italien Colle Sommeiller et Colle del Sommeiller, est un col franco-italien situé dans les Alpes, dans le massif du Mont-Cenis. De faible importance stratégique, il a néanmoins abrité une petite station de ski entre 1963 et 1989.

## Géographie

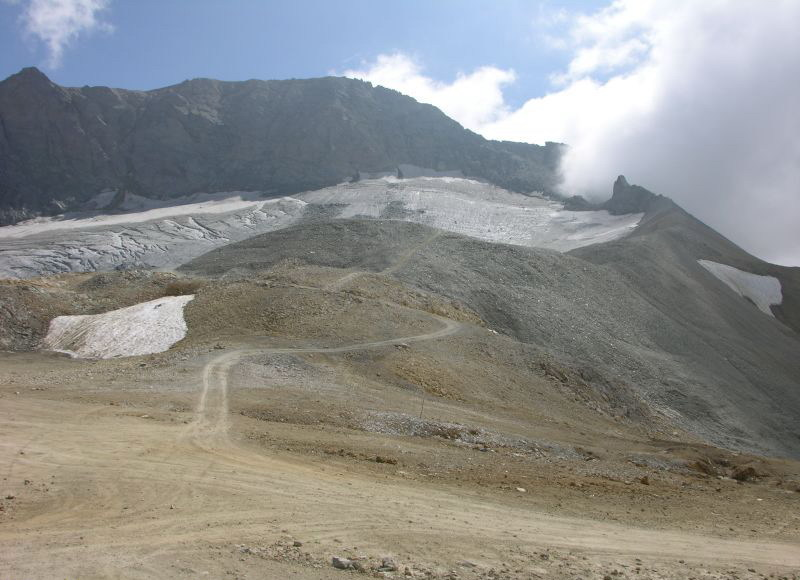
Vue du glacier et de la pointe Sommeiller depuis la fin de la piste côté italien, la frontière descendant du sommet pour traverser le paysage sur la moraine, le long de la glace.

Le col Sommeiller est situé dans le sud-est de la France et le nord-ouest de l'Italie, dans les Alpes, dans l'ouest du massif du Mont-Cenis. La frontière entre la France et l'Italie passe au col, délimitant le territoire communal de Val-Cenis dans le département de la Savoie de la région française Auvergne-Rhône-Alpes au nord du territoire communal de Bardonnèche dans la province de Turin de la région italienne du Piémont au sud.
Il est entouré par la pointe Sommeiller au sud-est et la Rognosa d'Etiache à l'ouest, connectant d'une part au nord le vallon d'Ambin qui débouche dans la Maurienne à Bramans à d'autre part au sud-ouest le vallon de Rochemolles qui débouche dans le val de Suse à Bardonnèche. Au col, juste au sud de la ligne de crête qui marque la frontière, se trouve le lac Sommeiller qui est glacé une grande partie de l'année. La présence de l'eau au col est également marquée par le glacier Sommeiller au sud-est, sur l'ubac de la pointe Sommeiller, côté français.
Le col est accessible côté italien par une piste carrossable remontant le vallon de Rochemolles depuis le hameau du même nom et passant par le lac de Rochemolles et le refuge Scarfiotti. Côté français, un sentier de randonnée remonte le vallon d'Ambin par le refuge d'Ambin mais s'arrête au lac Noir situé au nord du col Sommeiller, sous le pas de la Coche ; de là, il est néanmoins possible de gagner le col en cheminant hors sentier sur des terrains rocailleux en été ou en ski de randonnée en hiver.

## Histoire

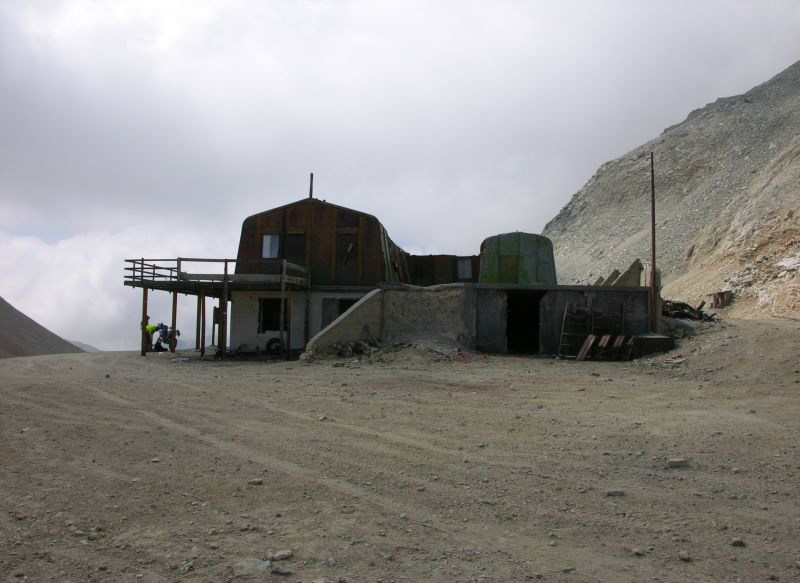
Vue des ruines de l'ancien hôtel-restaurant de la station de ski avant leur destruction au début des années 2000 et situées au bout de la piste, côté italien du col.

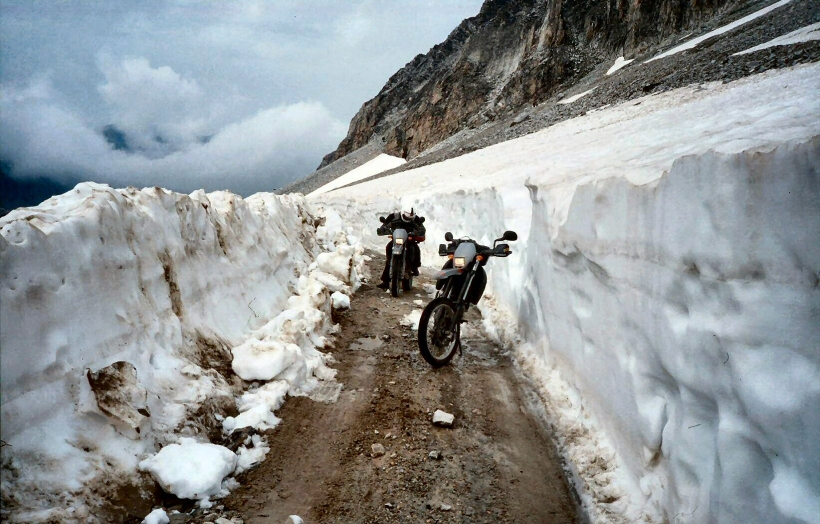
Murs de neige encadrant la piste menant au col en août 2001.

En 1958, Edoardo « Edo » Allemand, un moniteur de ski de Bardonnèche, a l'idée de créer une station de ski sur le glacier Sommeiller — dont le front glaciaire se trouve à environ 2 700 mètres d'altitude dans les années 1950 contre environ 2 900 mètres et une longueur réduite de moitié dans les années 2010 — afin de pratiquer ce sport en période estivale. Le projet se concrétise à partir de 1962 avec la création de la piste carrossable depuis Bardonnèche ; pendant des mois, à la pelle mécanique et parfois à l'explosif, la route est taillée dans la montagne sur 19,5 kilomètres de longueur jusqu'au col. L'année suivante, la construction des téléskis sur le glacier Sommeiller est permise par la signature d'un contrat de location des terrains entre la commune de Bramans et la société italienne VA.RO. Trois remontées voient alors le jour : deux petits téléskis pourvus de pylônes en bois et un grand avec pylônes en métal, entre 2 930 et 3 130 mètres d'altitude. Les pylônes sont enfoncés dans la glace, les câbles mis en mouvement par des moteurs diesel. Un petit bar au bord des cinq pistes ainsi qu'un hôtel-restaurant de 24 chambres et pouvant accueillir 80 convives au col sur le versant italien complètent les installations, permettant aux premiers skieurs de profiter de la nouvelle station dès l'été 1963. La disposition des lieux et le tracé de la frontière confèrent à la station une position inédite : si elle est italienne car accessible uniquement côté piémontais et les bâtiments situés entièrement du côté italien de la frontière, son domaine skiable est en revanche intégralement du côté français.
À chaque début de saison, au printemps, il faut dégager la route de la couche de neige encore présente en altitude et qui peut atteindre cinq mètres d'épaisseur ; la province de Turin met alors un chasse-neige à disposition de l'équipe de la station. Une fois arrivé au col, il faut également dégager les installations de la neige — certains pylônes peuvent être encore entièrement enfouis —, sortir certains équipements mis à l'abri et vérifier les remontées mécaniques qui sont soumises au déplacement du glacier. L'hôtel-restaurant est détruit par une avalanche au cours de l'hiver 1968-1969. Malgré l'installation d'un nouveau téléski en remplacement du plus grand au début des années 1980, la station souffre de ces déboires et ferme avec une mise en liquidation judiciaire en 1989. Le coup de grâce qui scelle le destin de la station est porté par le recul inexorable du glacier qui rend impossible la pratique du ski d'été. Les installations — téléskis et ruines de l'hôtel-restaurant — sont démontés au début des années 2000 par l'association Mountain Wilderness.